# کیفر (فیلم ۲۰۲۳)
کیفر ! (به انگلیسی: Retribution) یک فیلم اکشن و دلهره‌آور آمریکایی-آلمانی-اسپانیایی محصول سال ۲۰۲۳ به کارگردانی نیمرود آنتال با بازی لیام نیسون، متیو موداین، امبت دیویتس، آرین مؤید و نوما دومزونی است. همچنین این بازسازی از یک فیلم اسپانیایی به همین نام می‌باشد.
این فیلم در ۲۵ اوت ۲۰۲۳ در ایالات متحده منتشر شد.

## داستان
مت ترنر به عنوان سرمایه‌دار در نانیت کپیتال زیر نظر دوست و مدیرعاملش آندرس مولر کار می‌کند و با همسرش، هدر، و دو فرزندش، امیلی و زک، در برلین. مت در حالی که بچه‌هایش را به مدرسه می‌برد، از یک شماره ناشناس با صدایی مخدوش تماس گرفت که می‌گوید بمبی زیر صندلی او وجود دارد که وقتی مت روی آن نشسته بود، قبلاً مسلح بود. بمب توسط هر دو صفحه فشار قرار داده شده بر روی همه صندلی‌ها و فرکانس رادیویی فعال می‌شود. او همچنین تهدید می‌کند که اگر مت بخواهد کمک بگیرد، بمب را منفجر خواهد کرد. مت دستگاه را پیدا می‌کند و مجبور می‌شود برای زنده نگه داشتن آنها دستورها بمب افکن را دنبال کند.
بمب‌گذار مت را مجبور می‌کند تا شاهد کشته شدن سیلوین، مشتری دومی که او نیز تهدید بمب‌گذاری را دریافت می‌کند، در انفجاری باشد که دوست دختر سراسیمه سیلوین قصد فرار دارد. بمب‌گذار به مت می‌گوید که با هدر تماس بگیرد تا ۵۰۰۰۰ یورو را از صندوق اماناتش در بانک بازگرداند و به او تحویل دهد. پس از اینکه هدر آن را پس می‌گیرد، بمب‌گذار نقشه را تغییر می‌دهد و به او می‌گوید که پول را به مردی با کت و شلوار آبی بدهد. وقتی او این کار را می‌کند، پلیس از راه می‌رسد و مرد را دستگیر می‌کند.
بعد از دیدن اخباری که مت را در بمب‌گذاری متهم می‌کند، مأمور یوروپل آنجلا بریکمن با او تماس می‌گیرد. مت سعی می‌کند او را به بی گناهی خود متقاعد کند و درخواست می‌کند که سیگنال‌های سلولی برای جلوگیری از ماشه از راه دور مسدود شوند. بمب‌گذار فاش می‌کند که مت و آندرس مبلغ ۲۰۸ میلیون یورو از مشتریانی دارند که در «حساب وثیقه اضطراری» مت در بانکی در دبی سپرده شده‌اند. او ترتیب ملاقات مت با آندرس را در یک نیروگاه می‌دهد. با رسیدن به آنجا، بمب افکن مت را مجبور می‌کند تا به آندرس دستور دهد تا حساب وثیقه خود را تصفیه کند. با وجود اکراه آندرس، بمب‌گذار به مت دستور می‌دهد در ازای جان خود و فرزندانش، آندرس را با هفت تیر بکشد. وقتی مت امتناع می‌کند، بمب‌گذار ماشین آندرس را منفجر می‌کند. ترکش به پای امیلی آسیب می‌زند.
پس از تعقیب و گریز پلیس، مت در نهایت توسط آنجلا و هدر که به محل حادثه می‌رسند، محاصره می‌شود. هنگامی که آنها متوجه می‌شوند که صفحه فشار فقط در زیر صندلی مت قرار دارد، گروه بمب با خیال راحت زک و امیلی را خارج می‌کنند و سپس برای جراحاتش تحت درمان قرار می‌گیرند. با بازجویی از مت، آنجلا مشکوک است که بمب‌گذاری ممکن است مربوط به سرقت باشد. مت پس از آخرین بار با هدر صحبت می‌کند و از پلیس فرار می‌کند و مصمم است که بمب‌گذار را خودش پیدا کند. مت از بمب‌گذار می‌خواهد که اگر پول می‌خواهد، شخصاً با او ملاقات کند.
در تمام مدت مشخص شد که بمب افکن آندرس است. آندرس فاش می‌کند که می‌خواست مت را یک مرد پاییزی برای مجموعه‌ای از بمب‌گذاری‌ها بسازد تا نقشه اختلاس ۲۰۸ میلیون یورویی‌اش را که به حساب رمزنگاری‌اش وارد شده بود، بپوشاند. برای پایان دادن به این کار، مت عمداً با ماشین خود تصادف می‌کند و باعث می‌شود که آن را در کنار یک پل بچسبد. مت کمربند ایمنی خود را باز می‌کند و به داخل رودخانه می‌افتد و به بمب اجازه می‌دهد تا آندرس را فعال کند و بکشد. آنجلا و پلیس به محل حادثه می‌رسند و آنجلا قبل از اینکه به مت اجازه دهد آزاد شود، سری تکان می‌دهد.
در طول اعتبار، گزارش‌های خبری بیان می‌کنند که بمب‌گذاری‌ها بخشی از سرقت توسط آندرس بوده‌است و مت برای حل این حادثه با یوروپل همکاری می‌کند.

## تولید
این فیلم محصول مشترک آمریکا، آلمان و اسپانیا توسط استودیوکانال و استودیو بابلسبرگ ساخته شده‌است. این فیلم عمدتاً در استودیو بابلزبرگ در پوتسدام و در خیابان‌های برلین، جایی که داستان در آن اتفاق می‌افتد، فیلمبرداری شد.
لیام نیسون به عنوان نقش اصلی در نوامبر ۲۰۲۰ انتخاب شد. در ژوئیه ۲۰۲۱، ددلاین هالیوود گزارش داد که آرین مودید صحنه‌های خود را که در آلمان فیلمبرداری شده بود، تکمیل کرد.

## بازخوردها
- در وب‌سایت جمع‌آوری نقد راتن تومیتوز بر اساس رای ۶۲ نقد منتقد، با میانگین امتیاز ۴٫۶/۱۰ مثبت هستند. توافق این وب‌سایت می‌گوید: «انتقام ممکن است برای طرفداران هاردکور فیلم‌هایی که لیام نیسون را به‌عنوان پدری در خطر به تصویر می‌کشند، کمی منحرف شود، اما از بسیاری جهات، این فیلم هیجان‌انگیز کاملاً استاندارد است».
- در متاکریتیک، که از میانگین وزنی استفاده می‌کند، بر اساس رای ۲۴ منتقد، امتیاز ۴۳ از ۱۰۰ را به فیلم اختصاص داد که نشان دهنده «بررسی‌های مختلط یا متوسط» است.
- تماشاگرانی که توسط سینماسکور مورد بررسی قرار گرفتند به فیلم نمره متوسط "C" در مقیاس A+ تا F دادند.
- در پست‌ترک نظرسنجی شدند، ۵۴٪ نمره کلی مثبت به آن دادند.